# Heuilley-le-Grand
Heuilley-le-Grand – miejscowość i gmina we Francji, w regionie Grand Est, w departamencie Górna Marna.
Według danych na rok 2010 gminę zamieszkiwało 197 osób, a gęstość zaludnienia wynosiła 16 osób/km².